# Betty Lou Oliver
Betty Lou Oliver  (16 de julio de 1925- 24 de noviembre de 1999) fue una estadounidense, conocida por ser una ascensorista que trabajaba en el edificio Empire State y que sobrevivió a dos graves accidentes el mismo día.

## Choque aéreo de 1945
Oliver estaba trabajando en la planta 80 del edificio el 28 de julio de 1945. Ese día debido a la espesa niebla, un bombardero B-25 Mitchell, que iba armado con un cañón del 27 y 2 metralletas del 19, se estrelló en el lado norte del edificio Empire State. El avión se estrelló en la planta 79 del edificio, pero la munición no explotó. Oliver fue lanzada violentamente del lugar en el que se encontraba y sufrió quemaduras graves en el accidente, aunque ella sobrevivió, mientras que otros 14 murieron.
Cuando los rescatistas llegaron a ella decidieron bajarla a través del ascensor, sin darse cuenta de que los cables se habían debilitado y estaban a punto de romperse. Una vez que las puertas del ascensor se cerraron, los cables se rompieron y el ascensor se precipitó con Oliver dentro, 75 plantas hasta el sótano. Oliver sobrevivió, pero de nuevo tuvo que ser rescatada y fue tratada en el hospital a causa de graves lesiones. Los miles de pies de cable del ascensor habían caído a la parte inferior del eje, creando una superficie de aterrizaje más suave. La rápida compresión del aire también es probable que ayudara a frenar la caída del ascensor. Esta caída sigue vigente como el récord Guiness de quien sobrevivió a la caída más grande de un ascensor. Cinco meses después, Oliver regresó con un inspector de ascensores, que elogió sus agallas por mover el ascensor hasta la altura total del edificio en esa visita.

## Vida posterior
Casada con Óscar Lee Oliver, tuvieron tres hijos y siete nietos. Viuda desde 1986, murió el 24 de noviembre de 1999 y fue enterrada junto a su esposo en el Cementerio Nacional de Fort Smith (Arkansas).